# 継続審議
継続審議（けいぞくしんぎ）とは、会期制を採用している議会において会期中に議決されなかった案件を次の会期で引き続き審議すること。日本の国会の委員会のように「審議」でなく、「審査」の用語を用いる場合は「継続審査」と表現される。以下本稿では日本の国会・地方議会を例に述べる。

## 概説
会期不継続の原則のもと、会期中に議決されなかった案件は（一部の例外を除き）廃案となる。しかし、会期終了前に継続審議（日本の国会の場合は「閉会中審査」）を議決すれば、会期終了後も廃案とならず、次の会期でも審議・審査が継続となる。
日本の国会の場合、単に「次の国会（後会）への継続を認める議決」といった制度はなく、あくまで「今の国会の終了後つまり閉会中に継続して委員会で審査を行う」という議決の制度があるのみで、その閉会中審査の対象として認められた案件のうち「議案」及び「懲罰事犯の件」が国会法第68条の規定により（結果として自動的に）後会で再び審議・審査の対象となる（継続する）という2段階の形式をとっているため、ある国会（前会）と後会の間には実際に審査を行ったかどうかにかかわらず「閉会中状態」となるための日数（最低1日）が必要となる。仮に、前会の最終日の翌日に後会が続けて召集された場合（間に閉会中の日がない場合）は、閉会中という状態を経ないため、前会で成立しなかった議案及び懲罰事犯の件は後会に継続せず原則としてすべて廃案となる。1日以上の「国会会期でない日」が間にあれば、仮にその「会期でない日」の期間中に一度も当該委員会の閉会中審査が行われなくとも、「閉会中という期間を経た」との要件を満たすため、その議案及び懲罰事犯の件は廃案とならず後会に継続されることになる。
国会法における審議・審査・調査等の対象区分では、大区分として「案件」があり、その細目として「議案」、「請願」、「国政に関する調査」、「懲罰事犯の件」等がある。法文上、第47条第2項の閉会中審査の対象は「議院の議決で特に付託された案件（懲罰事犯の件を含む。）」となっているため、本会議での事前の議決さえあればあらゆる案件を閉会中に審査することが可能となってはいるが、そのうち第68条により自動的に「後会への継続」の対象とされるのは「議案」及び「懲罰事犯の件」に限られているため、たとえばそれに含まれない「国政に関する調査」や「請願」は「案件の一種」として閉会中審査の段階までは存続しそこで何らかの議了・採択に至れば後会の冒頭で提出される報告内容に記録として残るが、閉会中審査を尽くしても議了・採択に至らなかった場合は後会召集と同時に廃案となるなど、厳密には「閉会中審査」と「継続審査」の語義・対象には差異が存在する。
地方公共団体の議会（都道府県議会）においても、地方自治法に基づき、閉会中審査の制度が定められている。

### 法定継続案件
次の案件については、閉会中審査の議決なしに、後会に継続することが国会法で規定されている（前述の空白期間なしの連続召集の場合でも廃案とならずに継続する）。
- 全ての「憲法改正原案」（国会法第102条の9第2項適用）: 憲法審査会そのものが会期中・閉会中を問わず開会できることとされているため、会期の区切りにかかわりなく、自動的に後会に継続する（下記「後議院での継続審査」の節に記載のいわゆる先議・後議の「リセット」の適用は受ける）。
- 特定の条件に該当する「懲罰事犯の件」（国会法第121条の2第1項・第2項適用）: 事犯の発生が会期の終盤2日間（最終日又はその前日）であって閉会中審査の議決に至らなかったもの（懲罰委員会で議了したが本会議上程中に会期が終了し議院としての結論に至らなかったものを含む）については、閉会中審査自体をすることはできないが次会の召集3日以内に委員会に付託し、又は動議に付することができる。自動的な継続でなく、3日以内に（再）付託が可能という規定である（付託がなければ廃案）。この条件に該当しない（会期最終日の前々日以前の）「懲罰事犯の件」は、閉会中審査の議決を要する。

なお、閉会中の期間は、本会議を開くことのできる狭義の「会期そのもの」には該当しないが、完全に会期から独立した空白期間というわけではなく、閉会中審査・調査等を行った場合の区分等の必要もあり、広義には直前の会期に属するものとして扱われる。懲罰事犯の件の閉会中審査は、「その会期中に生じた事犯」に限られるため、継続審査による「懲罰事犯の件の延命」は最大1回に限られる（閉会中審査手続なしに特例的に次会で付託された懲罰事犯の件の場合は当該「次会」の前の会期に生じた事犯であるため、次の閉会中審査の対象とすることはできない）。
法案以外では、民主党政権時代に、石川知裕の辞職勧告決議を閉会中審査にかける案が浮上したが、結局白紙になった。

### 慣例・先例による廃案
閉会中審査手続を経て継続審査となっている案件であっても、大型選挙を経て議院の構成が変化する場合は、廃案となる慣例となっている。具体的には、衆議院議員総選挙を経た場合は両院すべての継続案件が、参議院議員通常選挙を経た場合は参議院の継続案件が、それぞれ廃案となる（参議院に関しては例外もある）。後者の場合、衆議院の継続案件は存続するが、これには単に衆議院先議で継続となっているものだけでなく、参議院先議で可決・送付され衆議院で継続となっているものも含まれる（一度参議院の議決が関与している案件ではあるが現に存在する場所が衆議院であるため廃案の影響が及ばない）。

### 国会法の整備に伴う経緯
- 1947年5月3日 - 日本国憲法とともに国会法施行。閉会中審査の制度はこの当初から設けられていたため、会期終了直後の閉会中の審査は可能であったが、後会には継続しなかった（このときの表現は第47条各項が「事件」、第68条が「案件」）。
- 1948年7月5日 - 国会法の一部改正施行により、閉会中審査の事件は（自動的に）後会に継続する扱いとなった（帝国議会時代の議院法第25条及び第35条と同様の状態に復した）。また、後述の「後議院での継続審査」により議決された議案については、その有効性を明確に認める条項はこの時点では整備されなかったが、解釈運用により（後の整備以降時代と同様に）先議・後議のリセットを要するものの存続するものとして扱われた。
- 1950年3月18日 - 国会法の一部改正施行により、第47条各項の表現が「事件」から「案件」に改められ、一方で第68条ただし書では「議案」となり、法文上の閉会中審査の対象が限定された（「議案」でないものは閉会中審査には付せるが後会には継続しない）。また、後議院での継続審査後の議決議案の存続有効性を認める条項が整備された（第83条の4。ただし、2007年8月7日施行の改正により同条は第83条の5に繰り下げられた）。
- 1958年6月10日 - 国会法の一部改正施行により、懲罰事犯の件が新たに閉会中審査の対象に含められ、かつ、後会への継続対象にも含められた。ただし、複数回にわたって閉会中審査の議決をする（3つ以上の会期にわたって継続する）ことが可能な「議案」と異なり、懲罰事犯の件を閉会中審査に付せるのは1回のみ（継続できるのは最長2つの会期まで）とされた。
- 2007年8月7日 - 国会法の一部改正施行により、憲法改正原案が自動的な後会継続対象案件に加えられた（ただし、実際の適用は2010年5月18日以降）。

## 後議院での継続審査
先議院で可決され後議院に送付された議案（国会法第83条第1項）については、同一会期中（延長を含む）に可決された場合はそこで成立し（国会法第83条第2項）、修正議決された場合は先議院に回付され（国会法第83条第3項）、その同意を求める手続に入る（国会法第83条第4項）。一方、後議院においてその会期中に議決に至ることができず閉会中審査となり後会（直後の後会のみに限らない）に継続して可決（修正議決を含む）した場合は、そこでその議案が成立（修正議決の場合は先議院に回付）するのではなく、国会法第83条の5に定められた特則により、再度先議院に当該議案を送付しそこでの可決（事実上の再可決）を経てようやく成立となる。
つまり、ある議案が後議院で継続審査となった場合は、記録上先議院・後議院それぞれの審議経過・順序が消えるわけではないが、あたかも後議院が新・先議院となり、先議院が新・後議院となったかのような手順が求められることになる（したがって後議院からの議案の再移転には「回付」や「返付」ではなく本来は最初の移転にしか使わない「送付」の語を正式なものとして用いるが、口頭では事実上の表現として「再送付」「再び送付」なども使われる）。この場合、先議院（新・後議院）での審議・審査は事実上の再審議・審査となるため、後議院で新たに提起された問題点以外の、議案の趣旨説明・重複質疑等は省略して早期の採決をする例が多い。
このように、会期不継続の原則の中で特例的に認められている「閉会中審査・継続審査による議案の延命」は万能の措置ではない。他院と連続して審議しなければならない議案は、先議院の可決と後議院の議決（可決・修正議決・否決のいずれをも含む）が同一会期内に行われることが成立等の要件となり、前述のとおりそれを逃した場合はいわば先議・後議の関係のリセットが求められることになる。この「リセット」の回数に法的な制限はなく、同一議案につき、後議院で継続審議を経て可決した後、その「送付」を受けた先議院（新・後議院）でも継続審議を経て可決したためそこが新・新・先議院となり、もう一度、後議院（新・新・後議院）へ「送付」するという、いわゆる「再送付」が2回行われた実例も存在する。

### いわゆる再送付の対象となった議案
| 議案件名 | 国会回次    | 日付           | 議院   | 摘要 |
| --- | ----------- | -------------- | ------ | --- |
| 食糧確保臨時措置法の一部を改正する法律案 （第5回国会閣法第73号） | 第5回・特   | 1949年5月23日  | 参議院 | 農林委員会で修正議決                                                                                                 |
| 食糧確保臨時措置法の一部を改正する法律案 （第5回国会閣法第73号） | 第5回・特   | 1949年5月28日  | 参議院 | 本会議で委員長報告のとおり修正議決、衆議院へ送付                                                                     |
| 食糧確保臨時措置法の一部を改正する法律案 （第5回国会閣法第73号） | 第5回・特   | 1949年5月31日  | 衆議院 | 閉会中審査を決定 |
| 食糧確保臨時措置法の一部を改正する法律案 （第5回国会閣法第73号） | 第6回・臨   | 1949年11月28日 | 衆議院 | 農林委員会で可決 |
| 食糧確保臨時措置法の一部を改正する法律案 （第5回国会閣法第73号） | 第6回・臨   | 1949年11月30日 | 衆議院 | 本会議で委員長報告のとおり可決、参議院へ送付                                                                         |
| 食糧確保臨時措置法の一部を改正する法律案 （第5回国会閣法第73号） | 第6回・臨   | 1949年12月3日  | 参議院 | 農林委員会で審査未了、廃案                                                                                           |
| 漁業法及び水産庁設置法の一部を改正する 法律案（第7回国会参法第5号） | 第7回・常   | 1950年4月19日  | 参議院 | 水産委員会で可決 |
| 漁業法及び水産庁設置法の一部を改正する 法律案（第7回国会参法第5号） | 第7回・常   | 1950年4月21日  | 参議院 | 本会議で委員長報告のとおり可決、衆議院へ送付                                                                         |
| 漁業法及び水産庁設置法の一部を改正する 法律案（第7回国会参法第5号） | 第7回・常   | 1950年5月2日   | 衆議院 | 閉会中審査を決定 |
| 漁業法及び水産庁設置法の一部を改正する 法律案（第7回国会参法第5号） | 第8回・臨   | 1950年7月22日  | 衆議院 | 水産委員会で修正議決                                                                                                 |
| 漁業法及び水産庁設置法の一部を改正する 法律案（第7回国会参法第5号） | 第8回・臨   | 1950年7月25日  | 衆議院 | 本会議で委員長報告のとおり修正議決、参議院へ送付                                                                     |
| 漁業法及び水産庁設置法の一部を改正する 法律案（第7回国会参法第5号） | 第8回・臨   | 1950年7月31日  | 参議院 | 水産委員会で審査未了、廃案                                                                                           |
| 競馬法の一部を改正する法律案 （第8回国会衆法第10号） | 第8回・臨   | 1950年7月28日  | 衆議院 | 農林委員会で可決 |
| 競馬法の一部を改正する法律案 （第8回国会衆法第10号） | 第8回・臨   | 1950年7月29日  | 衆議院 | 本会議で委員長報告のとおり可決、参議院へ送付                                                                         |
| 競馬法の一部を改正する法律案 （第8回国会衆法第10号） | 第8回・臨   | 1950年7月31日  | 参議院 | 閉会中審査を決定 |
| 競馬法の一部を改正する法律案 （第8回国会衆法第10号） | 第9回・臨   | 1950年12月7日  | 参議院 | 農林委員会で可決 |
| 競馬法の一部を改正する法律案 （第8回国会衆法第10号） | 第9回・臨   | 1950年12月8日  | 参議院 | 本会議で委員長報告のとおり可決、衆議院へ送付                                                                         |
| 競馬法の一部を改正する法律案 （第8回国会衆法第10号） | 第9回・臨   | 1950年12月8日  | 衆議院 | 農林委員会で可決 |
| 競馬法の一部を改正する法律案 （第8回国会衆法第10号） | 第9回・臨   | 1950年12月8日  | 衆議院 | 本会議で委員長報告のとおり可決、成立                                                                                 |
| 協同組合による金融事業に関する法律の一部を 改正する法律案（第8回国会衆法第12号） | 第8回・臨   | 1950年7月31日  | 衆議院 | 大蔵委員会で修正議決                                                                                                 |
| 協同組合による金融事業に関する法律の一部を 改正する法律案（第8回国会衆法第12号） | 第8回・臨   | 1950年7月31日  | 衆議院 | 本会議で委員長報告のとおり修正議決、参議院へ送付                                                                     |
| 協同組合による金融事業に関する法律の一部を 改正する法律案（第8回国会衆法第12号） | 第8回・臨   | 1950年7月31日  | 参議院 | 閉会中審査を決定 |
| 協同組合による金融事業に関する法律の一部を 改正する法律案（第8回国会衆法第12号） | 第9回・臨   | 1950年12月7日  | 参議院 | 大蔵委員会で可決 |
| 協同組合による金融事業に関する法律の一部を 改正する法律案（第8回国会衆法第12号） | 第9回・臨   | 1950年12月8日  | 参議院 | 本会議で委員長報告のとおり可決、衆議院へ送付                                                                         |
| 協同組合による金融事業に関する法律の一部を 改正する法律案（第8回国会衆法第12号） | 第9回・臨   | 1950年12月8日  | 衆議院 | 大蔵委員会で可決 |
| 協同組合による金融事業に関する法律の一部を 改正する法律案（第8回国会衆法第12号） | 第9回・臨   | 1950年12月8日  | 衆議院 | 本会議で委員長報告のとおり可決、成立                                                                                 |
| 会社更生法案（第10回国会閣法第139号） 破産法及び和議法の一部を改正する法律案 （第10回国会閣法第141号） | 第10回・常  | 1951年6月5日   | 衆議院 | 閉会中審査を決定 |
| 会社更生法案（第10回国会閣法第139号） 破産法及び和議法の一部を改正する法律案 （第10回国会閣法第141号） | 第11回・臨  | 1951年8月18日  | 衆議院 | 閉会中審査を決定 |
| 会社更生法案（第10回国会閣法第139号） 破産法及び和議法の一部を改正する法律案 （第10回国会閣法第141号） | 第12回・臨  | 1951年11月9日  | 衆議院 | 法務委員会で修正議決（前案）及び可決（後案）                                                                         |
| 会社更生法案（第10回国会閣法第139号） 破産法及び和議法の一部を改正する法律案 （第10回国会閣法第141号） | 第12回・臨  | 1951年11月10日 | 衆議院 | 本会議で委員長報告のとおり修正議決及び可決、参議院へ送付                                                             |
| 会社更生法案（第10回国会閣法第139号） 破産法及び和議法の一部を改正する法律案 （第10回国会閣法第141号） | 第12回・臨  | 1951年11月30日 | 参議院 | 閉会中審査を決定 |
| 会社更生法案（第10回国会閣法第139号） 破産法及び和議法の一部を改正する法律案 （第10回国会閣法第141号） | 第13回・常  | 1952年5月16日  | 参議院 | 法務委員会で修正議決（個別採決）                                                                                     |
| 会社更生法案（第10回国会閣法第139号） 破産法及び和議法の一部を改正する法律案 （第10回国会閣法第141号） | 第13回・常  | 1952年5月19日  | 参議院 | 本会議で委員長報告のとおり修正議決（一括）、衆議院へ送付                                                             |
| 会社更生法案（第10回国会閣法第139号） 破産法及び和議法の一部を改正する法律案 （第10回国会閣法第141号） | 第13回・常  | 1952年5月28日  | 衆議院 | 法務委員会で可決（個別採決）                                                                                         |
| 会社更生法案（第10回国会閣法第139号） 破産法及び和議法の一部を改正する法律案 （第10回国会閣法第141号） | 第13回・常  | 1952年5月29日  | 衆議院 | 本会議で委員長報告のとおり可決、成立                                                                                 |
| 租税特別措置法の一部を改正する法律案 （第10回国会閣法第160号） | 第10回・常  | 1951年5月26日  | 衆議院 | 大蔵委員会で可決 |
| 租税特別措置法の一部を改正する法律案 （第10回国会閣法第160号） | 第10回・常  | 1951年5月27日  | 衆議院 | 本会議で委員長報告のとおり可決、参議院へ送付                                                                         |
| 租税特別措置法の一部を改正する法律案 （第10回国会閣法第160号） | 第10回・常  | 1951年6月5日   | 参議院 | 閉会中審査を決定 |
| 租税特別措置法の一部を改正する法律案 （第10回国会閣法第160号） | 第11回・臨  | 1951年8月18日  | 参議院 | 閉会中審査を決定 |
| 租税特別措置法の一部を改正する法律案 （第10回国会閣法第160号） | 第12回・臨  | 1951年11月20日 | 参議院 | 大蔵委員会で可決 |
| 租税特別措置法の一部を改正する法律案 （第10回国会閣法第160号） | 第12回・臨  | 1951年11月21日 | 参議院 | 本会議で委員長報告のとおり可決、衆議院へ送付                                                                         |
| 租税特別措置法の一部を改正する法律案 （第10回国会閣法第160号） | 第12回・臨  | 1951年11月22日 | 衆議院 | 大蔵委員会で可決 |
| 租税特別措置法の一部を改正する法律案 （第10回国会閣法第160号） | 第12回・臨  | 1951年11月22日 | 衆議院 | 本会議で委員長報告のとおり可決、成立                                                                                 |
| 財政法、会計法等の財政関係法律の一部を改正 する等の法律案（第12回国会閣法第53号） | 第12回・臨  | 1951年11月27日 | 衆議院 | 大蔵委員会で可決 |
| 財政法、会計法等の財政関係法律の一部を改正 する等の法律案（第12回国会閣法第53号） | 第12回・臨  | 1951年11月27日 | 衆議院 | 本会議で委員長報告のとおり可決、参議院へ送付                                                                         |
| 財政法、会計法等の財政関係法律の一部を改正 する等の法律案（第12回国会閣法第53号） | 第12回・臨  | 1951年11月30日 | 参議院 | 閉会中審査を決定 |
| 財政法、会計法等の財政関係法律の一部を改正 する等の法律案（第12回国会閣法第53号） | 第13回・常  | 1952年2月13日  | 参議院 | 大蔵委員会で修正議決                                                                                                 |
| 財政法、会計法等の財政関係法律の一部を改正 する等の法律案（第12回国会閣法第53号） | 第13回・常  | 1952年2月18日  | 参議院 | 本会議で委員長報告のとおり修正議決、衆議院へ送付                                                                     |
| 財政法、会計法等の財政関係法律の一部を改正 する等の法律案（第12回国会閣法第53号） | 第13回・常  | 1952年2月21日  | 衆議院 | 大蔵委員会で可決 |
| 財政法、会計法等の財政関係法律の一部を改正 する等の法律案（第12回国会閣法第53号） | 第13回・常  | 1952年2月21日  | 衆議院 | 本会議で委員長報告のとおり可決、成立                                                                                 |
| 日本国有鉄道法の一部を改正する法律案 （第16回国会参法第7号） | 第16回・特  | 1953年7月30日  | 参議院 | 運輸委員会で修正議決                                                                                                 |
| 日本国有鉄道法の一部を改正する法律案 （第16回国会参法第7号） | 第16回・特  | 1953年7月30日  | 参議院 | 本会議で委員長報告のとおり修正議決、衆議院へ送付                                                                     |
| 日本国有鉄道法の一部を改正する法律案 （第16回国会参法第7号） | 第16回・特  | 1953年8月10日  | 衆議院 | 閉会中審査を決定 |
| 日本国有鉄道法の一部を改正する法律案 （第16回国会参法第7号） | 第17回・臨  | 1953年11月7日  | 衆議院 | 閉会中審査を決定 |
| 日本国有鉄道法の一部を改正する法律案 （第16回国会参法第7号） | 第18回・臨  | 1953年12月8日  | 衆議院 | 閉会中審査を決定 |
| 日本国有鉄道法の一部を改正する法律案 （第16回国会参法第7号） | 第19回・常  | 1954年6月3日   | 衆議院 | 閉会中審査を決定 |
| 日本国有鉄道法の一部を改正する法律案 （第16回国会参法第7号） | 第20回・臨  | 1954年12月3日  | 衆議院 | 運輸委員会で可決 |
| 日本国有鉄道法の一部を改正する法律案 （第16回国会参法第7号） | 第20回・臨  | 1954年12月3日  | 衆議院 | 本会議で委員長報告のとおり可決、参議院へ送付                                                                         |
| 日本国有鉄道法の一部を改正する法律案 （第16回国会参法第7号） | 第20回・臨  | 1954年12月6日  | 参議院 | 運輸委員会で可決 |
| 日本国有鉄道法の一部を改正する法律案 （第16回国会参法第7号） | 第20回・臨  | 1954年12月6日  | 参議院 | 本会議で委員長報告のとおり可決、成立                                                                                 |
| 昭和二十九年四月及び五月における凍霜害等の 被害農家に対する資金の融通に関する特別措置 法の一部を改正する法律案 （第19回国会衆法第51号） | 第19回・常  | 1954年6月10日  | 衆議院 | 農林委員会で可決 |
| 昭和二十九年四月及び五月における凍霜害等の 被害農家に対する資金の融通に関する特別措置 法の一部を改正する法律案 （第19回国会衆法第51号） | 第19回・常  | 1954年6月11日  | 衆議院 | 本会議で委員長報告のとおり可決、参議院へ送付                                                                         |
| 昭和二十九年四月及び五月における凍霜害等の 被害農家に対する資金の融通に関する特別措置 法の一部を改正する法律案 （第19回国会衆法第51号） | 第19回・常  | 1954年6月15日  | 参議院 | 閉会中審査を決定 |
| 昭和二十九年四月及び五月における凍霜害等の 被害農家に対する資金の融通に関する特別措置 法の一部を改正する法律案 （第19回国会衆法第51号） | 第20回・臨  | 1954年12月1日  | 参議院 | 農林委員会で修正議決                                                                                                 |
| 昭和二十九年四月及び五月における凍霜害等の 被害農家に対する資金の融通に関する特別措置 法の一部を改正する法律案 （第19回国会衆法第51号） | 第20回・臨  | 1954年12月2日  | 参議院 | 本会議で委員長報告のとおり修正議決、衆議院へ送付                                                                     |
| 昭和二十九年四月及び五月における凍霜害等の 被害農家に対する資金の融通に関する特別措置 法の一部を改正する法律案 （第19回国会衆法第51号） | 第20回・臨  | 1954年12月3日  | 衆議院 | 農林委員会で可決 |
| 昭和二十九年四月及び五月における凍霜害等の 被害農家に対する資金の融通に関する特別措置 法の一部を改正する法律案 （第19回国会衆法第51号） | 第20回・臨  | 1954年12月3日  | 衆議院 | 本会議で委員長報告のとおり可決、成立                                                                                 |
| 国土開発縦貫自動車道建設法案 （第22回国会衆法第26号） | 第22回・特  | 1955年7月28日  | 衆議院 | 建設委員会で可決（附帯決議あり）                                                                                     |
| 国土開発縦貫自動車道建設法案 （第22回国会衆法第26号） | 第22回・特  | 1955年7月28日  | 衆議院 | 本会議で委員長報告のとおり可決、参議院へ送付                                                                         |
| 国土開発縦貫自動車道建設法案 （第22回国会衆法第26号） | 第22回・特  | 1955年7月30日  | 参議院 | 閉会中審査を決定 |
| 国土開発縦貫自動車道建設法案 （第22回国会衆法第26号） | 第23回・臨  | 1955年12月16日 | 参議院 | 閉会中審査を決定 |
| 国土開発縦貫自動車道建設法案 （第22回国会衆法第26号） | 第24回・常  | 1956年4月19日  | 参議院 | 建設委員会で修正議決（附帯決議あり）                                                                                 |
| 国土開発縦貫自動車道建設法案 （第22回国会衆法第26号） | 第24回・常  | 1956年4月19日  | 参議院 | 本会議で委員長報告のとおり修正議決、衆議院へ送付                                                                     |
| 国土開発縦貫自動車道建設法案 （第22回国会衆法第26号） | 第24回・常  | 1956年6月2日   | 衆議院 | 閉会中審査を決定 |
| 国土開発縦貫自動車道建設法案 （第22回国会衆法第26号） | 第25回・臨  | 1956年12月13日 | 衆議院 | 閉会中審査を決定 |
| 国土開発縦貫自動車道建設法案 （第22回国会衆法第26号） | 第26回・常  | 1957年2月27日  | 衆議院 | 建設委員会で修正議決                                                                                                 |
| 国土開発縦貫自動車道建設法案 （第22回国会衆法第26号） | 第26回・常  | 1957年3月5日   | 衆議院 | 本会議で委員長報告のとおり修正議決、参議院へ送付                                                                     |
| 国土開発縦貫自動車道建設法案 （第22回国会衆法第26号） | 第26回・常  | 1957年3月28日  | 参議院 | 建設委員会で可決 |
| 国土開発縦貫自動車道建設法案 （第22回国会衆法第26号） | 第26回・常  | 1957年3月29日  | 参議院 | 本会議で委員長報告のとおり可決、成立                                                                                 |
| 砂利採取法案（第22回国会衆法第43号） | 第22回・特  | 1955年7月12日  | 衆議院 | 商工委員会で可決 |
| 砂利採取法案（第22回国会衆法第43号） | 第22回・特  | 1955年7月12日  | 衆議院 | 本会議で委員長報告のとおり可決、参議院へ送付                                                                         |
| 砂利採取法案（第22回国会衆法第43号） | 第22回・特  | 1955年7月30日  | 参議院 | 閉会中審査を決定 |
| 砂利採取法案（第22回国会衆法第43号） | 第23回・臨  | 1955年12月16日 | 参議院 | 閉会中審査を決定 |
| 砂利採取法案（第22回国会衆法第43号） | 第24回・常  | 1956年2月9日   | 参議院 | 商工委員会で修正議決（附帯決議あり）                                                                                 |
| 砂利採取法案（第22回国会衆法第43号） | 第24回・常  | 1956年2月10日  | 参議院 | 本会議で委員長報告のとおり修正議決、衆議院へ送付                                                                     |
| 砂利採取法案（第22回国会衆法第43号） | 第24回・常  | 1956年2月14日  | 衆議院 | 商工委員会で可決 |
| 砂利採取法案（第22回国会衆法第43号） | 第24回・常  | 1956年2月14日  | 衆議院 | 本会議で委員長報告のとおり可決、成立                                                                                 |
| 日本電信電話公社法の一部を改正する法律案 （第22回国会衆法第46号） | 第22回・特  | 1955年7月11日  | 衆議院 | 逓信委員会において同委員長提出法案として議決                                                                         |
| 日本電信電話公社法の一部を改正する法律案 （第22回国会衆法第46号） | 第22回・特  | 1955年7月12日  | 衆議院 | 本会議で委員長報告のとおり可決、参議院へ送付                                                                         |
| 日本電信電話公社法の一部を改正する法律案 （第22回国会衆法第46号） | 第22回・特  | 1955年7月30日  | 参議院 | 閉会中審査を決定 |
| 日本電信電話公社法の一部を改正する法律案 （第22回国会衆法第46号） | 第23回・臨  | 1955年12月16日 | 参議院 | 閉会中審査を決定 |
| 日本電信電話公社法の一部を改正する法律案 （第22回国会衆法第46号） | 第24回・常  | 1956年3月27日  | 参議院 | 逓信委員会で修正議決                                                                                                 |
| 日本電信電話公社法の一部を改正する法律案 （第22回国会衆法第46号） | 第24回・常  | 1956年3月28日  | 参議院 | 本会議で委員長報告のとおり修正議決、衆議院へ送付                                                                     |
| 日本電信電話公社法の一部を改正する法律案 （第22回国会衆法第46号） | 第24回・常  | 1956年3月28日  | 衆議院 | 逓信委員会で可決 |
| 日本電信電話公社法の一部を改正する法律案 （第22回国会衆法第46号） | 第24回・常  | 1956年3月29日  | 衆議院 | 本会議で委員長報告のとおり可決、成立                                                                                 |
| 接収不動産に関する借地借家臨時処理法案 （第22回国会衆法第54号） | 第22回・特  | 1955年7月27日  | 衆議院 | 法務委員会で可決 |
| 接収不動産に関する借地借家臨時処理法案 （第22回国会衆法第54号） | 第22回・特  | 1955年7月27日  | 衆議院 | 本会議で委員長報告のとおり可決、参議院へ送付                                                                         |
| 接収不動産に関する借地借家臨時処理法案 （第22回国会衆法第54号） | 第22回・特  | 1955年7月30日  | 参議院 | 閉会中審査を決定 |
| 接収不動産に関する借地借家臨時処理法案 （第22回国会衆法第54号） | 第23回・臨  | 1955年12月16日 | 参議院 | 閉会中審査を決定 |
| 接収不動産に関する借地借家臨時処理法案 （第22回国会衆法第54号） | 第24回・常  | 1956年5月17日  | 参議院 | 法務委員会で修正議決                                                                                                 |
| 接収不動産に関する借地借家臨時処理法案 （第22回国会衆法第54号） | 第24回・常  | 1956年5月18日  | 参議院 | 本会議で委員長報告のとおり修正議決、衆議院へ送付                                                                     |
| 接収不動産に関する借地借家臨時処理法案 （第22回国会衆法第54号） | 第24回・常  | 1956年5月30日  | 衆議院 | 法務委員会で可決 |
| 接収不動産に関する借地借家臨時処理法案 （第22回国会衆法第54号） | 第24回・常  | 1956年5月31日  | 衆議院 | 本会議で委員長報告のとおり可決、成立                                                                                 |
| 社会福祉事業等の施設に関する措置法案 （第22回国会参法第21号） | 第22回・特  | 1955年7月30日  | 参議院 | 閉会中審査を決定 |
| 社会福祉事業等の施設に関する措置法案 （第22回国会参法第21号） | 第23回・臨  | 1955年12月16日 | 参議院 | 閉会中審査を決定 |
| 社会福祉事業等の施設に関する措置法案 （第22回国会参法第21号） | 第24回・常  | 1956年6月3日   | 参議院 | 閉会中審査を決定 |
| 社会福祉事業等の施設に関する措置法案 （第22回国会参法第21号） | 第25回・臨  | 1956年12月13日 | 参議院 | 閉会中審査を決定 |
| 社会福祉事業等の施設に関する措置法案 （第22回国会参法第21号） | 第26回・常  | 1957年4月6日   | 参議院 | 社会労働委員会で可決                                                                                                 |
| 社会福祉事業等の施設に関する措置法案 （第22回国会参法第21号） | 第26回・常  | 1957年4月8日   | 参議院 | 本会議で委員長報告のとおり可決、衆議院へ送付                                                                         |
| 社会福祉事業等の施設に関する措置法案 （第22回国会参法第21号） | 第26回・常  | 1957年5月18日  | 衆議院 | 閉会中審査を決定 |
| 社会福祉事業等の施設に関する措置法案 （第22回国会参法第21号） | 第27回・臨  | 1957年11月13日 | 衆議院 | 閉会中審査を決定 |
| 社会福祉事業等の施設に関する措置法案 （第22回国会参法第21号） | 第28回・常  | 1958年4月18日  | 衆議院 | 大蔵委員会で可決 |
| 社会福祉事業等の施設に関する措置法案 （第22回国会参法第21号） | 第28回・常  | 1958年4月22日  | 衆議院 | 本会議で委員長報告のとおり可決、参議院へ送付                                                                         |
| 社会福祉事業等の施設に関する措置法案 （第22回国会参法第21号） | 第28回・常  | 1958年4月25日  | 参議院 | 社会労働委員会で可決                                                                                                 |
| 社会福祉事業等の施設に関する措置法案 （第22回国会参法第21号） | 第28回・常  | 1958年4月25日  | 参議院 | 本会議で委員長報告のとおり可決、成立                                                                                 |
| 地方財政再建促進特別措置法案 （第22回国会閣法第115号） | 第22回・特  | 1955年7月23日  | 衆議院 | 地方行政委員会で修正議決                                                                                             |
| 地方財政再建促進特別措置法案 （第22回国会閣法第115号） | 第22回・特  | 1955年7月25日  | 衆議院 | 本会議で委員長報告のとおり修正議決、参議院へ送付                                                                     |
| 地方財政再建促進特別措置法案 （第22回国会閣法第115号） | 第22回・特  | 1955年7月30日  | 参議院 | 閉会中審査を決定 |
| 地方財政再建促進特別措置法案 （第22回国会閣法第115号） | 第23回・臨  | 1955年12月15日 | 参議院 | 地方行政委員会で可決（附帯決議あり）                                                                                 |
| 地方財政再建促進特別措置法案 （第22回国会閣法第115号） | 第23回・臨  | 1955年12月15日 | 参議院 | 本会議で委員長報告のとおり可決、衆議院へ送付                                                                         |
| 地方財政再建促進特別措置法案 （第22回国会閣法第115号） | 第23回・臨  | 1955年12月16日 | 衆議院 | 地方行政委員会で可決                                                                                                 |
| 地方財政再建促進特別措置法案 （第22回国会閣法第115号） | 第23回・臨  | 1955年12月16日 | 衆議院 | 本会議で委員長報告のとおり可決、成立                                                                                 |
| 公職選挙法の一部を改正する法律案 （第23回国会参法第1号） | 第23回・臨  | 1955年12月8日  | 参議院 | 地方行政委員会で同委員長提出法案として議決                                                                           |
| 公職選挙法の一部を改正する法律案 （第23回国会参法第1号） | 第23回・臨  | 1955年12月14日 | 参議院 | 本会議で委員長報告のとおり可決、衆議院へ送付                                                                         |
| 公職選挙法の一部を改正する法律案 （第23回国会参法第1号） | 第23回・臨  | 1955年12月16日 | 衆議院 | 閉会中審査を決定 |
| 公職選挙法の一部を改正する法律案 （第23回国会参法第1号） | 第24回・常  | 1956年2月27日  | 衆議院 | 公職選挙法改正に関する調査特別委員会で修正議決                                                                       |
| 公職選挙法の一部を改正する法律案 （第23回国会参法第1号） | 第24回・常  | 1956年3月1日   | 衆議院 | 本会議で委員長報告のとおり修正議決、参議院へ送付                                                                     |
| 公職選挙法の一部を改正する法律案 （第23回国会参法第1号） | 第24回・常  | 1956年3月13日  | 参議院 | 地方行政委員会で可決                                                                                                 |
| 公職選挙法の一部を改正する法律案 （第23回国会参法第1号） | 第24回・常  | 1956年3月14日  | 参議院 | 本会議で委員長報告のとおり可決、成立                                                                                 |
| 寄生虫病予防法の一部を改正する法律案 （第24回国会衆法第32号） 寄生虫病予防法の一部を改正する法律案 （第24回国会衆法第49号） | 第24回・常  | 1956年5月18日  | 衆議院 | 社会労働委員会で2案併合修正議決（衆法第49号を存続）                                                                  |
| 寄生虫病予防法の一部を改正する法律案 （第24回国会衆法第32号） 寄生虫病予防法の一部を改正する法律案 （第24回国会衆法第49号） | 第24回・常  | 1956年5月22日  | 衆議院 | 本会議で委員長報告のとおり修正議決、参議院へ送付                                                                     |
| 寄生虫病予防法の一部を改正する法律案 （第24回国会衆法第32号） 寄生虫病予防法の一部を改正する法律案 （第24回国会衆法第49号） | 第24回・常  | 1956年6月3日   | 参議院 | 閉会中審査を決定 |
| 寄生虫病予防法の一部を改正する法律案 （第24回国会衆法第32号） 寄生虫病予防法の一部を改正する法律案 （第24回国会衆法第49号） | 第25回・臨  | 1956年11月22日 | 参議院 | 社会労働委員会で可決                                                                                                 |
| 寄生虫病予防法の一部を改正する法律案 （第24回国会衆法第32号） 寄生虫病予防法の一部を改正する法律案 （第24回国会衆法第49号） | 第25回・臨  | 1956年11月26日 | 参議院 | 本会議で委員長報告のとおり可決、衆議院へ送付                                                                         |
| 寄生虫病予防法の一部を改正する法律案 （第24回国会衆法第32号） 寄生虫病予防法の一部を改正する法律案 （第24回国会衆法第49号） | 第25回・臨  | 1956年11月28日 | 衆議院 | 社会労働委員会で可決                                                                                                 |
| 寄生虫病予防法の一部を改正する法律案 （第24回国会衆法第32号） 寄生虫病予防法の一部を改正する法律案 （第24回国会衆法第49号） | 第25回・臨  | 1956年11月29日 | 衆議院 | 本会議で委員長報告のとおり可決、成立                                                                                 |
| 身体障害者福祉法等の一部を改正する法律案 （第24回国会閣法第115号） 性病予防法等の一部を改正する法律案 （第24回国会閣法第116号） | 第24回・常  | 1956年4月28日  | 衆議院 | 社会労働委員会で可決（前案）及び修正議決（後案）                                                                     |
| 身体障害者福祉法等の一部を改正する法律案 （第24回国会閣法第115号） 性病予防法等の一部を改正する法律案 （第24回国会閣法第116号） | 第24回・常  | 1951年5月2日   | 衆議院 | 本会議で委員長報告のとおり可決及び修正議決、参議院へ送付                                                             |
| 身体障害者福祉法等の一部を改正する法律案 （第24回国会閣法第115号） 性病予防法等の一部を改正する法律案 （第24回国会閣法第116号） | 第24回・常  | 1951年6月3日   | 参議院 | 閉会中審査を決定 |
| 身体障害者福祉法等の一部を改正する法律案 （第24回国会閣法第115号） 性病予防法等の一部を改正する法律案 （第24回国会閣法第116号） | 第25回・臨  | 1951年11月22日 | 参議院 | 社会労働委員会で可決                                                                                                 |
| 身体障害者福祉法等の一部を改正する法律案 （第24回国会閣法第115号） 性病予防法等の一部を改正する法律案 （第24回国会閣法第116号） | 第25回・臨  | 1951年11月26日 | 参議院 | 本会議で委員長報告のとおり可決、衆議院へ送付                                                                         |
| 身体障害者福祉法等の一部を改正する法律案 （第24回国会閣法第115号） 性病予防法等の一部を改正する法律案 （第24回国会閣法第116号） | 第25回・臨  | 1956年11月28日 | 衆議院 | 社会労働委員会で可決                                                                                                 |
| 身体障害者福祉法等の一部を改正する法律案 （第24回国会閣法第115号） 性病予防法等の一部を改正する法律案 （第24回国会閣法第116号） | 第25回・臨  | 1956年11月29日 | 衆議院 | 本会議で委員長報告のとおり可決、成立                                                                                 |
| 入場税法の一部を改正する法律案 （第26回国会衆法第20号） | 第26回・常  | 1957年3月28日  | 衆議院 | 大蔵委員会で同委員長提出法案として議決                                                                               |
| 入場税法の一部を改正する法律案 （第26回国会衆法第20号） | 第26回・常  | 1957年3月29日  | 衆議院 | 本会議で委員長報告のとおり可決、参議院へ送付                                                                         |
| 入場税法の一部を改正する法律案 （第26回国会衆法第20号） | 第26回・常  | 1957年5月18日  | 参議院 | 閉会中審査を決定 |
| 入場税法の一部を改正する法律案 （第26回国会衆法第20号） | 第27回・臨  | 1957年11月14日 | 参議院 | 閉会中審査を決定 |
| 入場税法の一部を改正する法律案 （第26回国会衆法第20号） | 第28回・常  | 1958年3月31日  | 参議院 | 大蔵委員会で修正議決（附帯決議あり）                                                                                 |
| 入場税法の一部を改正する法律案 （第26回国会衆法第20号） | 第28回・常  | 1958年3月31日  | 参議院 | 本会議で委員長報告のとおり修正議決、衆議院へ送付                                                                     |
| 入場税法の一部を改正する法律案 （第26回国会衆法第20号） | 第28回・常  | 1958年4月18日  | 衆議院 | 大蔵委員会で可決 |
| 入場税法の一部を改正する法律案 （第26回国会衆法第20号） | 第28回・常  | 1958年4月22日  | 衆議院 | 本会議で委員長報告のとおり可決、成立                                                                                 |
| 中小企業団体法案（第26回国会閣法第130号） 中小企業団体法の施行に伴う関係法律の整理等 に関する法律案（第26回国会閣法第152号） 中小企業等協同組合法の一部を改正する法律案 （第26回国会衆法第36号）                                                           | 第26回・常  | 1957年5月7日   | 衆議院 | 閣法2案を商工委員会で修正議決（個別採決。閣法第130号に附帯決議あり） 衆法1案を商工委員会で同委員長提出法案として議決 |
| 中小企業団体法案（第26回国会閣法第130号） 中小企業団体法の施行に伴う関係法律の整理等 に関する法律案（第26回国会閣法第152号） 中小企業等協同組合法の一部を改正する法律案 （第26回国会衆法第36号）                                                           | 第26回・常  | 1957年5月7日   | 衆議院 | 本会議で委員長報告のとおり修正議決（閣法2案一括）及び可決（衆法1案）、参議院へ送付                                   |
| 中小企業団体法案（第26回国会閣法第130号） 中小企業団体法の施行に伴う関係法律の整理等 に関する法律案（第26回国会閣法第152号） 中小企業等協同組合法の一部を改正する法律案 （第26回国会衆法第36号）                                                           | 第26回・常  | 1957年5月19日  | 参議院 | 閉会中審査を決定 |
| 中小企業団体法案（第26回国会閣法第130号） 中小企業団体法の施行に伴う関係法律の整理等 に関する法律案（第26回国会閣法第152号） 中小企業等協同組合法の一部を改正する法律案 （第26回国会衆法第36号）                                                           | 第27回・臨  | 1957年11月12日 | 参議院 | 商工委員会で可決（閣法第130号に附帯決議あり）                                                                        |
| 中小企業団体法案（第26回国会閣法第130号） 中小企業団体法の施行に伴う関係法律の整理等 に関する法律案（第26回国会閣法第152号） 中小企業等協同組合法の一部を改正する法律案 （第26回国会衆法第36号）                                                           | 第27回・臨  | 1957年11月13日 | 参議院 | 本会議で委員長報告のとおり可決、衆議院へ送付                                                                         |
| 中小企業団体法案（第26回国会閣法第130号） 中小企業団体法の施行に伴う関係法律の整理等 に関する法律案（第26回国会閣法第152号） 中小企業等協同組合法の一部を改正する法律案 （第26回国会衆法第36号）                                                           | 第27回・臨  | 1957年11月13日 | 衆議院 | 商工委員会で可決 |
| 中小企業団体法案（第26回国会閣法第130号） 中小企業団体法の施行に伴う関係法律の整理等 に関する法律案（第26回国会閣法第152号） 中小企業等協同組合法の一部を改正する法律案 （第26回国会衆法第36号）                                                           | 第27回・臨  | 1957年11月14日 | 衆議院 | 本会議で委員長報告のとおり可決、成立                                                                                 |
| 酒税の保全及び酒類業組合等に関する法律の 一部を改正する法律案 （第31回国会閣法第178号） | 第31回・常  | 1959年3月27日  | 衆議院 | 大蔵委員会で可決（附帯決議あり）                                                                                     |
| 酒税の保全及び酒類業組合等に関する法律の 一部を改正する法律案 （第31回国会閣法第178号） | 第31回・常  | 1959年3月27日  | 衆議院 | 本会議で委員長報告のとおり可決、参議院へ送付                                                                         |
| 酒税の保全及び酒類業組合等に関する法律の 一部を改正する法律案 （第31回国会閣法第178号） | 第31回・常  | 1959年5月2日   | 参議院 | 閉会中審査を決定 |
| 酒税の保全及び酒類業組合等に関する法律の 一部を改正する法律案 （第31回国会閣法第178号） | 第32回・臨  | 1959年7月3日   | 参議院 | 閉会中審査を決定 |
| 酒税の保全及び酒類業組合等に関する法律の 一部を改正する法律案 （第31回国会閣法第178号） | 第33回・臨  | 1959年11月26日 | 参議院 | 大蔵委員会で修正議決                                                                                                 |
| 酒税の保全及び酒類業組合等に関する法律の 一部を改正する法律案 （第31回国会閣法第178号） | 第33回・臨  | 1959年11月30日 | 参議院 | 本会議で委員長報告のとおり修正議決、衆議院へ送付                                                                     |
| 酒税の保全及び酒類業組合等に関する法律の 一部を改正する法律案 （第31回国会閣法第178号） | 第33回・臨  | 1959年12月10日 | 衆議院 | 大蔵委員会で可決 |
| 酒税の保全及び酒類業組合等に関する法律の 一部を改正する法律案 （第31回国会閣法第178号） | 第33回・臨  | 1959年12月16日 | 衆議院 | 本会議で委員長報告のとおり可決、成立                                                                                 |
| 国会の審議権の確保のための秩序保持に関する 法律案（第33回国会衆法第22号） | 第33回・臨  | 1959年12月24日 | 衆議院 | 議院運営委員会で可決                                                                                                 |
| 国会の審議権の確保のための秩序保持に関する 法律案（第33回国会衆法第22号） | 第33回・臨  | 1959年12月24日 | 衆議院 | 本会議で委員長報告のとおり可決、参議院へ送付                                                                         |
| 国会の審議権の確保のための秩序保持に関する 法律案（第33回国会衆法第22号） | 第33回・臨  | 1959年12月26日 | 参議院 | 閉会中審査を決定 |
| 国会の審議権の確保のための秩序保持に関する 法律案（第33回国会衆法第22号） | 第34回・常  | 1960年3月21日  | 参議院 | 議院運営委員会で可決                                                                                                 |
| 国会の審議権の確保のための秩序保持に関する 法律案（第33回国会衆法第22号） | 第34回・常  | 1960年3月21日  | 参議院 | 本会議で委員長報告のとおり可決、衆議院へ送付                                                                         |
| 国会の審議権の確保のための秩序保持に関する 法律案（第33回国会衆法第22号） | 第34回・常  | 1960年7月15日  | 衆議院 | 閉会中審査を決定 |
| 国会の審議権の確保のための秩序保持に関する 法律案（第33回国会衆法第22号） | 第35回・臨  | 1960年7月22日  | 衆議院 | 閉会中審査を決定 |
| 国会の審議権の確保のための秩序保持に関する 法律案（第33回国会衆法第22号） | 第36回・臨  | 1960年10月24日 | 衆議院 | 議院運営委員会で審査未了、廃案                                                                                       |
| 九州地方開発促進法の一部を改正する法律案 （第34回国会閣法第139号） | 第34回・常  | 1960年7月12日  | 衆議院 | 国土総合開発特別委員会で修正議決                                                                                     |
| 九州地方開発促進法の一部を改正する法律案 （第34回国会閣法第139号） | 第34回・常  | 1960年7月15日  | 衆議院 | 本会議で委員長報告のとおり修正議決、参議院へ送付                                                                     |
| 九州地方開発促進法の一部を改正する法律案 （第34回国会閣法第139号） | 第34回・常  | 1960年7月15日  | 参議院 | 閉会中審査を決定 |
| 九州地方開発促進法の一部を改正する法律案 （第34回国会閣法第139号） | 第35回・臨  | 1960年7月21日  | 参議院 | 建設委員会で可決（附帯決議あり）                                                                                     |
| 九州地方開発促進法の一部を改正する法律案 （第34回国会閣法第139号） | 第35回・臨  | 1960年7月22日  | 参議院 | 本会議で委員長報告のとおり可決、衆議院へ送付                                                                         |
| 九州地方開発促進法の一部を改正する法律案 （第34回国会閣法第139号） | 第35回・臨  | 1960年7月22日  | 衆議院 | 国土総合開発特別委員会で可決（附帯決議あり）                                                                         |
| 九州地方開発促進法の一部を改正する法律案 （第34回国会閣法第139号） | 第35回・臨  | 1960年7月22日  | 衆議院 | 本会議で委員長報告のとおり可決、成立                                                                                 |
| 農林省設置法の一部を改正する法律案 （第38回国会閣法第109号） | 第38回・常  | 1961年3月31日  | 衆議院 | 内閣委員会で可決 |
| 農林省設置法の一部を改正する法律案 （第38回国会閣法第109号） | 第38回・常  | 1961年3月31日  | 衆議院 | 本会議で委員長報告のとおり可決、参議院へ送付                                                                         |
| 農林省設置法の一部を改正する法律案 （第38回国会閣法第109号） | 第38回・常  | 1961年6月8日   | 参議院 | 閉会中審査を決定 |
| 農林省設置法の一部を改正する法律案 （第38回国会閣法第109号） | 第39回・臨  | 1961年10月24日 | 参議院 | 内閣委員会で修正議決                                                                                                 |
| 農林省設置法の一部を改正する法律案 （第38回国会閣法第109号） | 第39回・臨  | 1961年10月25日 | 参議院 | 本会議で委員長報告のとおり修正議決、衆議院へ送付                                                                     |
| 農林省設置法の一部を改正する法律案 （第38回国会閣法第109号） | 第39回・臨  | 1961年10月27日 | 衆議院 | 内閣委員会で可決 |
| 農林省設置法の一部を改正する法律案 （第38回国会閣法第109号） | 第39回・臨  | 1961年10月28日 | 衆議院 | 本会議で委員長報告のとおり可決、成立                                                                                 |
| 議院における証人の宣誓及び証言等に関する 法律の一部を改正する法律案 （第140回国会衆法第34号） | 第140回・常 | 1997年6月3日   | 衆議院 | 議院運営委員会で同委員長提出法案として議決                                                                           |
| 議院における証人の宣誓及び証言等に関する 法律の一部を改正する法律案 （第140回国会衆法第34号） | 第140回・常 | 1997年6月3日   | 衆議院 | 本会議で委員長報告のとおり可決、参議院へ送付                                                                         |
| 議院における証人の宣誓及び証言等に関する 法律の一部を改正する法律案 （第140回国会衆法第34号） | 第140回・常 | 1997年6月18日  | 参議院 | 閉会中審査を決定 |
| 議院における証人の宣誓及び証言等に関する 法律の一部を改正する法律案 （第140回国会衆法第34号） | 第141回・臨 | 1997年12月12日 | 参議院 | 閉会中審査を決定 |
| 議院における証人の宣誓及び証言等に関する 法律の一部を改正する法律案 （第140回国会衆法第34号） | 第142回・常 | 1998年6月18日  | 参議院 | 議院運営委員会で修正議決                                                                                             |
| 議院における証人の宣誓及び証言等に関する 法律の一部を改正する法律案 （第140回国会衆法第34号） | 第142回・常 | 1998年6月18日  | 参議院 | 本会議で委員長報告のとおり修正議決、衆議院へ送付                                                                     |
| 議院における証人の宣誓及び証言等に関する 法律の一部を改正する法律案 （第140回国会衆法第34号） | 第142回・常 | 1998年6月18日  | 衆議院 | 閉会中審査を決定 |
| 議院における証人の宣誓及び証言等に関する 法律の一部を改正する法律案 （第140回国会衆法第34号） | 第143回・臨 | 1998年10月13日 | 衆議院 | 議院運営委員会で可決                                                                                                 |
| 議院における証人の宣誓及び証言等に関する 法律の一部を改正する法律案 （第140回国会衆法第34号） | 第143回・臨 | 1998年10月13日 | 衆議院 | 本会議で委員長報告のとおり可決、参議院へ送付                                                                         |
| 議院における証人の宣誓及び証言等に関する 法律の一部を改正する法律案 （第140回国会衆法第34号） | 第143回・臨 | 1998年10月14日 | 参議院 | 議院運営委員会で可決                                                                                                 |
| 議院における証人の宣誓及び証言等に関する 法律の一部を改正する法律案 （第140回国会衆法第34号） | 第143回・臨 | 1998年10月14日 | 参議院 | 本会議で委員長報告のとおり可決、成立                                                                                 |
| スポーツ振興投票の実施等に関する法律案 （第140回国会衆法第21号） 日本体育・学校健康センター法の一部を改正する 法律案（第140回国会衆法第22号） スポーツ振興法の一部を改正する法律案 （第140回国会衆法第23号）                                               | 第140回・常 | 1997年5月23日  | 衆議院 | 文教委員会で可決 |
| スポーツ振興投票の実施等に関する法律案 （第140回国会衆法第21号） 日本体育・学校健康センター法の一部を改正する 法律案（第140回国会衆法第22号） スポーツ振興法の一部を改正する法律案 （第140回国会衆法第23号）                                               | 第140回・常 | 1997年5月27日  | 衆議院 | 本会議で委員長報告のとおり可決、参議院へ送付                                                                         |
| スポーツ振興投票の実施等に関する法律案 （第140回国会衆法第21号） 日本体育・学校健康センター法の一部を改正する 法律案（第140回国会衆法第22号） スポーツ振興法の一部を改正する法律案 （第140回国会衆法第23号）                                               | 第140回・常 | 1997年6月18日  | 参議院 | 閉会中審査を決定 |
| スポーツ振興投票の実施等に関する法律案 （第140回国会衆法第21号） 日本体育・学校健康センター法の一部を改正する 法律案（第140回国会衆法第22号） スポーツ振興法の一部を改正する法律案 （第140回国会衆法第23号）                                               | 第141回・臨 | 1997年12月12日 | 参議院 | 閉会中審査を決定 |
| スポーツ振興投票の実施等に関する法律案 （第140回国会衆法第21号） 日本体育・学校健康センター法の一部を改正する 法律案（第140回国会衆法第22号） スポーツ振興法の一部を改正する法律案 （第140回国会衆法第23号）                                               | 第142回・常 | 1998年3月17日  | 参議院 | 文教・科学委員会で修正議決（前2案）及び可決（後1案）（全案に附帯決議あり）                                           |
| スポーツ振興投票の実施等に関する法律案 （第140回国会衆法第21号） 日本体育・学校健康センター法の一部を改正する 法律案（第140回国会衆法第22号） スポーツ振興法の一部を改正する法律案 （第140回国会衆法第23号）                                               | 第142回・常 | 1998年3月20日  | 参議院 | 本会議で委員長報告のとおり修正議決及び可決、衆議院へ送付                                                             |
| スポーツ振興投票の実施等に関する法律案 （第140回国会衆法第21号） 日本体育・学校健康センター法の一部を改正する 法律案（第140回国会衆法第22号） スポーツ振興法の一部を改正する法律案 （第140回国会衆法第23号）                                               | 第142回・常 | 1998年5月8日   | 衆議院 | 文教委員会で可決（全案に附帯決議あり）                                                                               |
| スポーツ振興投票の実施等に関する法律案 （第140回国会衆法第21号） 日本体育・学校健康センター法の一部を改正する 法律案（第140回国会衆法第22号） スポーツ振興法の一部を改正する法律案 （第140回国会衆法第23号）                                               | 第142回・常 | 1998年5月12日  | 衆議院 | 本会議で委員長報告のとおり可決、成立                                                                                 |
| 精神薄弱の用語の整理のための関係法律の一部 を改正する法律案（第142回国会参法第5号） | 第142回・常 | 1998年5月26日  | 参議院 | 国民福祉委員会で同委員長提出法案として議決                                                                           |
| 精神薄弱の用語の整理のための関係法律の一部 を改正する法律案（第142回国会参法第5号） | 第142回・常 | 1998年5月27日  | 参議院 | 本会議で委員長報告のとおり可決、衆議院へ送付                                                                         |
| 精神薄弱の用語の整理のための関係法律の一部 を改正する法律案（第142回国会参法第5号） | 第142回・常 | 1998年6月18日  | 衆議院 | 閉会中審査を決定 |
| 精神薄弱の用語の整理のための関係法律の一部 を改正する法律案（第142回国会参法第5号） | 第143回・臨 | 1998年9月9日   | 衆議院 | 厚生委員会で可決 |
| 精神薄弱の用語の整理のための関係法律の一部 を改正する法律案（第142回国会参法第5号） | 第143回・臨 | 1998年9月10日  | 衆議院 | 本会議で委員長報告のとおり可決、参議院へ送付                                                                         |
| 精神薄弱の用語の整理のための関係法律の一部 を改正する法律案（第142回国会参法第5号） | 第143回・臨 | 1998年9月17日  | 参議院 | 国民福祉委員会で可決                                                                                                 |
| 精神薄弱の用語の整理のための関係法律の一部 を改正する法律案（第142回国会参法第5号） | 第143回・臨 | 1998年9月18日  | 参議院 | 本会議で委員長報告のとおり可決、成立                                                                                 |
| 感染症の予防及び感染症の患者に対する医療に 関する法律案（第142回国会閣法第84号） 検疫法及び狂犬病予防法の一部を改正する 法律案（第142回国会閣法第85号） | 第142回・常 | 1998年4月30日  | 参議院 | 国民福祉委員会で修正議決（前案）及び可決（後案）（両案に附帯決議あり）                                               |
| 感染症の予防及び感染症の患者に対する医療に 関する法律案（第142回国会閣法第84号） 検疫法及び狂犬病予防法の一部を改正する 法律案（第142回国会閣法第85号） | 第142回・常 | 1998年4月30日  | 参議院 | 本会議で委員長報告のとおり修正議決及び可決、衆議院へ送付                                                             |
| 感染症の予防及び感染症の患者に対する医療に 関する法律案（第142回国会閣法第84号） 検疫法及び狂犬病予防法の一部を改正する 法律案（第142回国会閣法第85号） | 第142回・常 | 1998年6月18日  | 衆議院 | 閉会中審査を決定 |
| 感染症の予防及び感染症の患者に対する医療に 関する法律案（第142回国会閣法第84号） 検疫法及び狂犬病予防法の一部を改正する 法律案（第142回国会閣法第85号） | 第143回・臨 | 1998年9月16日  | 衆議院 | 厚生委員会で修正議決（前案）及び可決（後案）（両案に附帯決議あり）                                                   |
| 感染症の予防及び感染症の患者に対する医療に 関する法律案（第142回国会閣法第84号） 検疫法及び狂犬病予防法の一部を改正する 法律案（第142回国会閣法第85号） | 第143回・臨 | 1998年9月17日  | 衆議院 | 本会議で委員長報告のとおり修正議決及び可決、参議院へ送付                                                             |
| 感染症の予防及び感染症の患者に対する医療に 関する法律案（第142回国会閣法第84号） 検疫法及び狂犬病予防法の一部を改正する 法律案（第142回国会閣法第85号） | 第143回・臨 | 1998年9月24日  | 参議院 | 国民福祉委員会で可決（両案に附帯決議あり）                                                                           |
| 感染症の予防及び感染症の患者に対する医療に 関する法律案（第142回国会閣法第84号） 検疫法及び狂犬病予防法の一部を改正する 法律案（第142回国会閣法第85号） | 第143回・臨 | 1998年9月25日  | 参議院 | 本会議で委員長報告のとおり可決、成立                                                                                 |
| 民法の一部を改正する法律案 （第145回国会閣法第83号） 任意後見契約に関する法律案 （第145回国会閣法第84号） 民法の一部を改正する法律の施行に伴う関係 法律の整備等に関する法律案 （第145回国会閣法第85号） 後見登記等に関する法律案 （第145回国会閣法第86号） | 第145回・常 | 1999年7月2日   | 衆議院 | 法務委員会で可決（閣法第83号に附帯決議あり）                                                                         |
| 民法の一部を改正する法律案 （第145回国会閣法第83号） 任意後見契約に関する法律案 （第145回国会閣法第84号） 民法の一部を改正する法律の施行に伴う関係 法律の整備等に関する法律案 （第145回国会閣法第85号） 後見登記等に関する法律案 （第145回国会閣法第86号） | 第145回・常 | 1999年7月6日   | 衆議院 | 本会議で委員長報告のとおり可決、参議院へ送付                                                                         |
| 民法の一部を改正する法律案 （第145回国会閣法第83号） 任意後見契約に関する法律案 （第145回国会閣法第84号） 民法の一部を改正する法律の施行に伴う関係 法律の整備等に関する法律案 （第145回国会閣法第85号） 後見登記等に関する法律案 （第145回国会閣法第86号） | 第145回・常 | 1999年8月13日  | 参議院 | 閉会中審査を決定 |
| 民法の一部を改正する法律案 （第145回国会閣法第83号） 任意後見契約に関する法律案 （第145回国会閣法第84号） 民法の一部を改正する法律の施行に伴う関係 法律の整備等に関する法律案 （第145回国会閣法第85号） 後見登記等に関する法律案 （第145回国会閣法第86号） | 第146回・臨 | 1999年11月19日 | 参議院 | 法務委員会で可決（全案に附帯決議あり）                                                                               |
| 民法の一部を改正する法律案 （第145回国会閣法第83号） 任意後見契約に関する法律案 （第145回国会閣法第84号） 民法の一部を改正する法律の施行に伴う関係 法律の整備等に関する法律案 （第145回国会閣法第85号） 後見登記等に関する法律案 （第145回国会閣法第86号） | 第146回・臨 | 1999年11月24日 | 参議院 | 本会議で委員長報告のとおり可決、衆議院へ送付                                                                         |
| 民法の一部を改正する法律案 （第145回国会閣法第83号） 任意後見契約に関する法律案 （第145回国会閣法第84号） 民法の一部を改正する法律の施行に伴う関係 法律の整備等に関する法律案 （第145回国会閣法第85号） 後見登記等に関する法律案 （第145回国会閣法第86号） | 第146回・臨 | 1999年11月26日 | 衆議院 | 法務委員会で可決 |
| 民法の一部を改正する法律案 （第145回国会閣法第83号） 任意後見契約に関する法律案 （第145回国会閣法第84号） 民法の一部を改正する法律の施行に伴う関係 法律の整備等に関する法律案 （第145回国会閣法第85号） 後見登記等に関する法律案 （第145回国会閣法第86号） | 第146回・臨 | 1999年12月1日  | 衆議院 | 本会議で委員長報告のとおり可決、成立                                                                                 |
| 国民年金法等の一部を改正する法律案 （第145回国会閣法第118号） 年金資金運用基金法案 （第145回国会閣法第119号） 年金福祉事業団の解散及び業務の承継等に 関する法律案（第145回国会閣法第120号）                                                                | 第145回・常 | 1999年8月13日  | 衆議院 | 閉会中審査を決定 |
| 国民年金法等の一部を改正する法律案 （第145回国会閣法第118号） 年金資金運用基金法案 （第145回国会閣法第119号） 年金福祉事業団の解散及び業務の承継等に 関する法律案（第145回国会閣法第120号）                                                                | 第146回・臨 | 1999年12月7日  | 衆議院 | 厚生委員会で修正議決（前1案）及び可決（後2案）                                                                       |
| 国民年金法等の一部を改正する法律案 （第145回国会閣法第118号） 年金資金運用基金法案 （第145回国会閣法第119号） 年金福祉事業団の解散及び業務の承継等に 関する法律案（第145回国会閣法第120号）                                                                | 第146回・臨 | 1999年12月7日  | 衆議院 | 本会議で委員長報告のとおり修正議決及び可決、参議院へ送付                                                             |
| 国民年金法等の一部を改正する法律案 （第145回国会閣法第118号） 年金資金運用基金法案 （第145回国会閣法第119号） 年金福祉事業団の解散及び業務の承継等に 関する法律案（第145回国会閣法第120号）                                                                | 第146回・臨 | 1999年12月15日 | 参議院 | 閉会中審査を決定 |
| 国民年金法等の一部を改正する法律案 （第145回国会閣法第118号） 年金資金運用基金法案 （第145回国会閣法第119号） 年金福祉事業団の解散及び業務の承継等に 関する法律案（第145回国会閣法第120号）                                                                | 第147回・常 | 2000年3月21日  | 参議院 | 国民福祉委員会で修正議決                                                                                             |
| 国民年金法等の一部を改正する法律案 （第145回国会閣法第118号） 年金資金運用基金法案 （第145回国会閣法第119号） 年金福祉事業団の解散及び業務の承継等に 関する法律案（第145回国会閣法第120号）                                                                | 第147回・常 | 2000年3月22日  | 参議院 | 本会議で委員長報告のとおり修正議決、衆議院へ送付                                                                     |
| 国民年金法等の一部を改正する法律案 （第145回国会閣法第118号） 年金資金運用基金法案 （第145回国会閣法第119号） 年金福祉事業団の解散及び業務の承継等に 関する法律案（第145回国会閣法第120号）                                                                | 第147回・常 | 2000年3月24日  | 衆議院 | 厚生委員会で可決 |
| 国民年金法等の一部を改正する法律案 （第145回国会閣法第118号） 年金資金運用基金法案 （第145回国会閣法第119号） 年金福祉事業団の解散及び業務の承継等に 関する法律案（第145回国会閣法第120号）                                                                | 第147回・常 | 2000年3月28日  | 衆議院 | 本会議で委員長報告のとおり可決、成立                                                                                 |
| 心神喪失等の状態で重大な他害行為を行った者 の医療及び観察等に関する法律案 （第154回国会閣法第79号） | 第154回・常 | 2002年7月31日  | 衆議院 | 閉会中審査を決定 |
| 心神喪失等の状態で重大な他害行為を行った者 の医療及び観察等に関する法律案 （第154回国会閣法第79号） | 第155回・臨 | 2002年12月6日  | 衆議院 | 法務委員会で修正議決                                                                                                 |
| 心神喪失等の状態で重大な他害行為を行った者 の医療及び観察等に関する法律案 （第154回国会閣法第79号） | 第155回・臨 | 2002年12月10日 | 衆議院 | 本会議で委員長報告のとおり修正議決、参議院へ送付                                                                     |
| 心神喪失等の状態で重大な他害行為を行った者 の医療及び観察等に関する法律案 （第154回国会閣法第79号） | 第155回・臨 | 2002年12月13日 | 参議院 | 閉会中審査を決定 |
| 心神喪失等の状態で重大な他害行為を行った者 の医療及び観察等に関する法律案 （第154回国会閣法第79号） | 第156回・常 | 2003年6月3日   | 参議院 | 法務委員会で修正議決                                                                                                 |
| 心神喪失等の状態で重大な他害行為を行った者 の医療及び観察等に関する法律案 （第154回国会閣法第79号） | 第156回・常 | 2003年6月6日   | 参議院 | 本会議で委員長報告のとおり修正議決、衆議院へ送付                                                                     |
| 心神喪失等の状態で重大な他害行為を行った者 の医療及び観察等に関する法律案 （第154回国会閣法第79号） | 第156回・常 | 2003年7月8日   | 衆議院 | 法務委員会で可決 |
| 心神喪失等の状態で重大な他害行為を行った者 の医療及び観察等に関する法律案 （第154回国会閣法第79号） | 第156回・常 | 2003年7月10日  | 衆議院 | 本会議で委員長報告のとおり可決、成立                                                                                 |
| 社会福祉士及び介護福祉士法等の一部を改正 する法律案（第166回国会閣法第87号） | 第166回・常 | 2007年4月26日  | 参議院 | 厚生労働委員会で修正議決（附帯決議あり）                                                                             |
| 社会福祉士及び介護福祉士法等の一部を改正 する法律案（第166回国会閣法第87号） | 第166回・常 | 2007年4月27日  | 参議院 | 本会議で委員長報告のとおり修正議決、衆議院へ送付                                                                     |
| 社会福祉士及び介護福祉士法等の一部を改正 する法律案（第166回国会閣法第87号） | 第166回・常 | 2007年7月5日   | 衆議院 | 閉会中審査を決定 |
| 社会福祉士及び介護福祉士法等の一部を改正 する法律案（第166回国会閣法第87号） | 第167回・臨 | 2007年8月10日  | 衆議院 | 閉会中審査を決定 |
| 社会福祉士及び介護福祉士法等の一部を改正 する法律案（第166回国会閣法第87号） | 第168回・臨 | 2007年11月2日  | 衆議院 | 厚生労働委員会で可決（附帯決議あり）                                                                                 |
| 社会福祉士及び介護福祉士法等の一部を改正 する法律案（第166回国会閣法第87号） | 第168回・臨 | 2007年11月6日  | 衆議院 | 本会議で委員長報告のとおり可決、参議院へ送付                                                                         |
| 社会福祉士及び介護福祉士法等の一部を改正 する法律案（第166回国会閣法第87号） | 第168回・臨 | 2007年11月27日 | 参議院 | 厚生労働委員会で可決                                                                                                 |
| 社会福祉士及び介護福祉士法等の一部を改正 する法律案（第166回国会閣法第87号） | 第168回・臨 | 2007年11月28日 | 参議院 | 本会議で委員長報告のとおり可決、成立                                                                                 |

- 議場での委員長報告には、同委員会の理事（主に筆頭理事）による代理を含む。
- 会期終了に伴う議案の審査未了・廃案の日付は、会期終了日当日を記載した。
- 第26回国会閣法第130号及び同第152号は、衆議院の修正において法案の題名中「中小企業団体法」の部分が「中小企業団体の組織に関する法律」となったが、国会審議での議案件名としては最後まで当初のものが使用された。

### 後議院で継続審査を経て否決された議案
| 議案件名 | 国会回次    | 日付           | 議院   | 摘要                                                                                                 |
| --- | ----------- | -------------- | ------ | --- |
| 協同組合による金融事業に関する法律等の一部 を改正する法律案（第16回国会衆法第50号）                             | 第16回・特  | 1953年7月30日  | 衆議院 | 大蔵委員会で可決（附帯決議あり）                                                                     |
| 協同組合による金融事業に関する法律等の一部 を改正する法律案（第16回国会衆法第50号）                             | 第16回・特  | 1953年8月4日   | 衆議院 | 本会議で委員長報告のとおり可決、参議院へ送付                                                         |
| 協同組合による金融事業に関する法律等の一部 を改正する法律案（第16回国会衆法第50号）                             | 第16回・特  | 1953年8月10日  | 参議院 | 閉会中審査を決定                                                                                     |
| 協同組合による金融事業に関する法律等の一部 を改正する法律案（第16回国会衆法第50号）                             | 第17回・臨  | 1953年11月7日  | 参議院 | 閉会中審査を決定                                                                                     |
| 協同組合による金融事業に関する法律等の一部 を改正する法律案（第16回国会衆法第50号）                             | 第18回・臨  | 1953年12月8日  | 参議院 | 閉会中審査を決定                                                                                     |
| 協同組合による金融事業に関する法律等の一部 を改正する法律案（第16回国会衆法第50号）                             | 第19回・常  | 1954年5月31日  | 参議院 | 大蔵委員会で否決                                                                                     |
| 協同組合による金融事業に関する法律等の一部 を改正する法律案（第16回国会衆法第50号）                             | 第19回・常  | 1954年6月1日   | 参議院 | 本会議で否決、衆議院へ通知（廃案）                                                                   |
| 農業者戸別所得補償法案 （第168回国会参法第6号）                                                                 | 第168回・臨 | 2007年11月8日  | 参議院 | 農林水産委員会で可決                                                                                 |
| 農業者戸別所得補償法案 （第168回国会参法第6号）                                                                 | 第168回・臨 | 2007年11月9日  | 参議院 | 本会議で委員長報告のとおり可決、衆議院へ送付                                                         |
| 農業者戸別所得補償法案 （第168回国会参法第6号）                                                                 | 第168回・臨 | 2008年1月15日  | 衆議院 | 閉会中審査を決定                                                                                     |
| 農業者戸別所得補償法案 （第168回国会参法第6号）                                                                 | 第169回・常 | 2008年5月8日   | 衆議院 | 農林水産委員会で否決                                                                                 |
| 農業者戸別所得補償法案 （第168回国会参法第6号）                                                                 | 第169回・常 | 2008年5月9日   | 衆議院 | 本会議で否決、参議院へ通知（廃案）                                                                   |
| 国際的なテロリズムの防止及び根絶のためのアフガニ スタン復興支援等に関する特別措置法案 （第168回国会参法第13号） | 第168回・臨 | 2008年1月10日  | 参議院 | 外交防衛委員会で否決                                                                                 |
| 国際的なテロリズムの防止及び根絶のためのアフガニ スタン復興支援等に関する特別措置法案 （第168回国会参法第13号） | 第168回・臨 | 2008年1月11日  | 参議院 | 本会議で可決、衆議院へ送付                                                                           |
| 国際的なテロリズムの防止及び根絶のためのアフガニ スタン復興支援等に関する特別措置法案 （第168回国会参法第13号） | 第168回・臨 | 2008年1月15日  | 衆議院 | 閉会中審査を決定                                                                                     |
| 国際的なテロリズムの防止及び根絶のためのアフガニ スタン復興支援等に関する特別措置法案 （第168回国会参法第13号） | 第169回・常 | 2008年6月20日  | 衆議院 | 閉会中審査を決定                                                                                     |
| 国際的なテロリズムの防止及び根絶のためのアフガニ スタン復興支援等に関する特別措置法案 （第168回国会参法第13号） | 第170回・臨 | 2008年10月20日 | 衆議院 | 国際テロリズムの防止及び我が国の協力支援活動 並びにイラク人道復興支援活動等に関する特別 委員会で否決 |
| 国際的なテロリズムの防止及び根絶のためのアフガニ スタン復興支援等に関する特別措置法案 （第168回国会参法第13号） | 第170回・臨 | 2008年10月21日 | 衆議院 | 本会議で否決、参議院へ通知（廃案）                                                                   |

- 議案番号は衆議院方式で記載（参議院方式の場合は「閣法第」はそのまま、「衆法第」及び「参法第」がそれぞれ「衆第」及び「参第」となる。）
- 後議院での継続審査を経た議案で、審査未了（衆院解散及び参院改選に伴うものを含む）により廃案となったものは多数あるが、否決により廃案となったのはこの3例のみである。